# Springhill (Luizjana)
Springhill – miasto w Stanach Zjednoczonych, w stanie Luizjana, w parafii Webster.